# Jovana Sazdovska
Jovana Sazdovska (født 27. juni 1993 i Skopje) er en makedonsk håndboldspiller, som spiller i CSM Slatina i Rumænien og på Makedoniens håndboldlandshold.